# Острог (станція)
Острог — проміжна залізнична станція 4-го класу Козятинської дирекції Південно-Західної залізниці на електрифікованій лінії Шепетівка — Здолбунів між станцією Могиляни (6 км) та зупинним пунктом Українка (4 км). Розташована в селі Оженин Рівненського району Рівненської області.

## Історія
У 1872 році прокладено дільницю Бердичів — Ковель залізничної лінії Козятин — Ковель —  Берестя. 11 (23) липня 1873 року відкритий регулярний рух поїздів. Того ж року відкрита і залізнична станція Оженин, назва якої від однойменного села, в якому вона була розташована. Згодом станція здобула назву розташованого за 15 км міста Острог — втім, коли точно відбулося перейменування невідомо, проте за одними даними відомо, що це відбулося між 1912 та 1936 роками, за іншими даними вважається, що станція отримала назву Острог у 1933 році.
У 1964 року станція електрифікована змінним струмом (~25 кВ) в складі дільниці Фастів — Козятин — Здолбунів.
У 2018 році «Укрзалізниця» вийшла з пропозицією до Кабінету Міністрів України закрити станцію Острог через невеликий обсяг роботи — кількість відвантажених вагонів не покриває затрати на обслуговування станції.

## Пасажирське сполучення
Приміське сполучення здійснюється електропоїздами сполученням Шепетівка — Здолбунів / Рівне. Також на станції зупиняються декілька поїздів далекого сполучення.